# Lorraine Gordon
Lorraine Gordon (* 15. Oktober 1922 in Newark, New Jersey, als Lorraine Stein; † 9. Juni 2018) war eine einflussreiche US-amerikanische Jazzclubbesitzerin und politische Aktivistin. Als erste „Anwältin des Jazz“ wurde sie 2013 mit der NEA Jazz Masters Fellowship (dem wichtigsten Jazzpreis der USA) ausgezeichnet.

## Biographie
Gordon wurde bereits als Teenager Jazzfan und fing früh an, Jazzplatten zu sammeln. Sie war von 1942 bis 1947 mit Alfred Lion, dem Gründer von Blue Note Records, verheiratet und wurde dessen Mitarbeiterin; sie unterstützte auch dessen Künstler; beispielsweise verschaffte sie Thelonious Monk 1948 eine Auftrittsmöglichkeit im Village Vanguard. 1950 heiratete sie den Vanguard-Besitzer Max Gordon.
Lorraine Gordon zog zwei gemeinsame Töchter groß und begann 1957 sich politisch zu engagieren. In diesem Jahr trat sie der Anti-Atombombenversuche-Initiative Stop Atomic/Nuclear Explosions (SANI) bei, später auch der Initiative „Women Strike for Peace“. Im Rahmen ihrer Arbeit für die Frauenfriedensbewegung wurde sie 1965 nach Moskau eingeladen; während des Vietnamkriegs auch nach Hanoi. Daneben war sie 15 Jahre lang in einem der ersten Posterläden mit einem künstlerisch hochwertigen Sortiment tätig. 1980 wurde sie Managerin des betagten Musikers Jabbo Smith, der gerade wiederentdeckt wurde, und arbeitete ehrenamtlich für das Brooklyn Museum.
Als Probleme im Village Vanguard deutlich wurden – Max Gordon fühlte sich gesundheitlich nicht wohl und wollte den Club verkaufen – stieg Lorraine Gordon 1987 in die Geschäftsführung ein. Als ihr Mann im April 1989 nach einer Operation starb, übernahm sie mit 66 Jahren das Village Vanguard und führte es durch die nächsten Jahrzehnte erfolgreich weiter als einen wichtigen Veranstaltungsort des Jazz. 2006 legte sie ihre Autobiographie vor, in der sie bemerkte, sie sei nicht aus dem Blauen ins Village Vanguard gelangt, sondern sei ihr ganzes Leben lang auch dem Kurs der Musik gefolgt, die sie liebe. 2013 wurde sie für ihre langjährigen Verdienste um den Jazz mit dem A.B. Spellman NEA Jazz Masters Award for Jazz Advocacy geehrt.